# Heinrich Deiters (Schriftsteller)
Heinrich Deiters (* 26. Mai 1882 in Altona; † 9. Juni 1971 in Hamburg) war ein deutscher Journalist und freier Schriftsteller, der neben Romanen u. a. auch Bühnenwerke und Hörspiele verfasste.

## Leben
Deiters absolvierte zunächst eine Ausbildung zum Drogisten und war anschließend 23 Jahre als Selbständiger in diesem Beruf tätig. Danach wandte er sich der Schriftstellerei zu und war abwechselnd auch als Redakteur und Journalist tätig. 1927 kam er zur NORAG, wo er als ständiger Mitarbeiter tätig wurde. Darüber hinaus war er einige Jahre als Dozent für Niederdeutsche Sprache und Dichtung an der Volkshochschule in Hamburg-Altona beschäftigt.
Als Schriftsteller verfasste er Werke sowohl in niederdeutscher als auch in hochdeutscher Sprache. Seine Theaterstücke wurden beispielsweise am Ernst-Drucker-Theater, dem späteren St. Pauli-Theater und der Niederdeutschen Bühne Hamburg, aus dem nach dem Zweiten Weltkrieg das Ohnsorg-Theater hervorging, aufgeführt.
Für sein Stück Moderspraak 23 von 1936 wurde er im Jahr darauf mit dem Richard-Ohnsorg-Preis der Stadtverwaltung Wandsbek ausgezeichnet.
Deiters verstarb im Alter von 89 Jahren in Hamburg.

## Werke (Auswahl)
In hochdeutscher Sprache:
- Der Weinhändler aus der Katharinenstraße. Spiel. 1934
- Da lacht der Große Michel. Hamburger Geschichten, Anekdoten und Döntjes. 1941.
- Die 3 Reisen des Peter Bendfeldt. Roman. 1942.
- Der Wanderer und die Prinzessin. Roman. 1945.
- Flammen um St. Cathrin. Volksstück in 4 Akten.

In niederdeutscher Sprache:
- Ut mien Schapp : Plattdütsch Vertelln. - Altona : Hammerich & Lesser, 1927. - 123 S.
- Achter Finsterruten! : Plattdütsch Vertelln. - Altona : Harder, 1929. - 140 S.
- Greta : Een Speel in 3 Uptög. - [Unverkäufl.] Bühnen-Ms - Hamburg : Quickborn-Verlag, [1933]. - 75 S. gez. Bl.
- Moderspraak 20, 1933, S. 45 (Fritz Wischer); Niederdt. Warte 9, 1941, Nr. 5, S. 14 (Walter Gättke).
- Kunterbunte Grootstadt. - Garding : Lühr & Dircks, 1934. - 46 S. - (Plattdütsche Volksböker ; 34)
- Dat Meerwiev. Een Speel in dree Törns. Gemeinsam mit Elfriede Nissen.
- Spöök op'n Spieker. Singspiel, 1935.
- Ohren achter 'n Busch. Speel in een Törn.
- Gold in'n Steenacker. Schauspiel. 1948.
- De Börgermeister von Brahmdörp. Lustspiel. 1956.
- Höhnergloben.

## Hörspiele (Auswahl)
- 1931: Steernblinken; NORAG
- 1951: Gold ut'n Steenacker. Hörspeel; NWDR Hamburg (Regie: Nicht bekannt)
- 1952: Vom Fischmarkt zum Dovenfleet. Ein Stück Hamburger Leben; NWDR Hamburg (Regie: Hans Freundt)
- 1954: Greta; NWDR Hamburg (Regie: Günter Jansen)
- 1956: De Börgermeister vun Lütten-Bramdörp. Ein groteskes Spiel, das nicht ernst zu nehmen ist; NDR (Regie: Hans Tügel)
- 1956: De Appelboom in'n Hoff; NDR (Regie: Günter Jansen)
- 1957: Gold ut'n Steenacker; RB (Regie: Bernd Wiegmann)
- 1958: De Börgermeister von Lütten Bramdörp. Sprechernachwuchs gestaltet ein vergnügliches Spiel um einen dörflichen Despoten und um den schrill wiehernden Amtsschimmel; RB (Regie: Bernd Wiegmann)
- 1958: Dat Meerwief. Meist een lütt Märkenspäl; RB (Regie: Ivo Braak)
- 1958: En lütt Paradies, vun dat de Olen nix verstaht. Klönsnack rund üm de Trümmer; NDR (Regie: Günter Jansen)
- 1959: De Börgermeister vun Lütten-Bramdörp. Ein groteskes Spiel, das nicht ernst zu nehmen ist; NDR (Regie: Hans Mahler)
- 1960: Dat Hus an'n Heerweg; NDR (Regie: Hans Tügel)
- 1962: De Zampelbüdel. Hörspiel um eine Hafenarbeiterfamilie; NDR (Regie: Günther Siegmund)
- 1964: Dat Arvdeel. Spiel um eine enttäuschende Testamentseröffnung; NDR (Regie: Otto Lüthje)
- 1965: Een leegen Hannel; NDR (Regie: Hans Tügel)
- 1965: De Klockenslag. Niederdeutsches Hörspiel; NDR (Regie: Rudolf Beiswanger)
- 1966: De Duppelkur. Heiteres niederdeutsches Hörspiel; NDR (Regie: Heinz Lanker)
- 1967: Irst de Arbeit ... Niederdeutsches Hörspiel; NDR (Regie: Heinz Lanker)
- 1967: Op egen Räken. Niederdeutsches Hörspiel; NDR (Regie: Rudolf Beiswanger)
- 1969: Vörbidrapen. Ein heiteres Hörspiel; NDR (Regie: Günter Jansen)